# Aviación del Ejército de Ucrania
La Aviación del Ejército de Ucrania (en ucraniano: Армійська авіація України) es un tipo de tropas dentro de las Fuerzas Terrestres de las Fuerzas Armadas de Ucrania, diseñadas para realizar tareas de apoyo a la Fuerza Aérea de Ucrania y Fuerzas Terrestres de Ucrania en diversas condiciones de combate militar combinado. La Aviación del Ejército Ucraniano es el componente más móvil y efectivo de las Fuerzas Terrestres de las Fuerzas Armadas de Ucrania, que realiza las tareas más responsables.
Las partes y unidades de la aviación del ejército ucraniano están armadas con helicópteros: Mi-24, Mi-8, Mi-2.

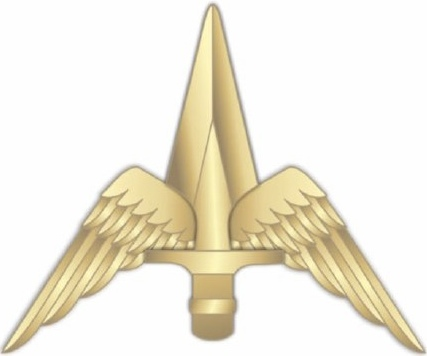
Insignia de la Aviación del Ejército Ucraniano

## Funciones
Las funciones principales de la Aviación del Ejército Ucraniano son:
- Proporcionar apoyo de fuego durante un ataque o contraataque;
- Atacar a las tropas enemigas;
- Destrucción y localización de tropas aerotransportadas, unidades de asalto, avanzadas y otras fuerzas de infantería o terrestres del Ejercito Enemigo;
- Aterrizaje, Desembarco, Transporte y Apoyo Logístico desde el aire de sus tropas aerotransportadas, unidades de asalto, otras ramas de las Fuerzas Armadas de Ucrania ;
- Combatir helicópteros y otras aeronaves del enemigos;
- Destrucción de elementos de armas de destrucción masiva y armas de alta precisión, tanques y otros vehículos blindados, puntos de control, nodos de comunicación, nodos logísticos, Centros de Mando, objetivos de alto valor y elementos de la infraestructura del enemigo.
- Búsqueda y rescate
- Evacuación médica
- Reconocimiento y apoyo de fuego en un equipo de armas combinadas

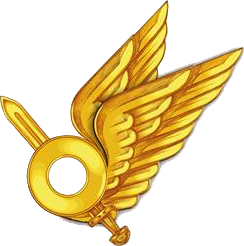
Insignia de boina de aviación (fuerza aérea, ejército, marina) de Ucrania

- Vigilancia
- Enlace

## Historia
El 3 de julio de 1994, la aviación del ejército se convirtió en parte de las Fuerzas Terrestres de Ucrania como su rama y en un tiempo relativamente corto de su existencia pasó de ser un auxiliar a uno de los principales y prometedores medios de lucha armada. Fue creado sobre la base del equipo y el personal técnico de vuelo de diez regimientos de helicópteros de combate, dos de transporte y varios escuadrones separados de la Fuerza Aérea de la URSS. Cerca de 900 helicópteros Mi-2, Mi-6, Mi-8, Mi-26 y Mi-24 (300 unidades) estaban en servicio.
En 2014 se utilizó la aviación del ejército desde los primeros días de la operación antiterrorista, aunque inicialmente sin el uso de armas. A mediados de octubre de 2014, la aviación del Ejército había realizado más de 8000 salidas con un tiempo total de vuelo de aproximadamente 8000 horas. La disminución en la intensidad del trabajo de combate solo se puede rastrear desde septiembre, después de la firma de los acuerdos de Minsk.
En 2014, la Brigada 16 participó en la liberación de Slóviansk.
Los helicópteros utilizaron misiles S-8 no guiados, así como ametralladoras de 12,7 mm, cañones de 23 mm y 30 mm. Los misiles pesados no guiados S-13 y S-24 no se usaron en absoluto, y los misiles guiados antitanque "Sturm" se usaron desde el helicóptero Mi-24 solo una vez, para golpear un "tren blindado" improvisado de los separatistas.
Los helicópteros Mi24PU-1 modernizados no se utilizaron en la zona ATO, aunque seis tripulaciones fueron entrenadas para estas máquinas. Las operaciones más exitosas de la aviación militar son los aterrizajes en los aeropuertos de Savur-Mohyli y Donetsk.
Las pérdidas de la aviación del ejército ucraniano durante el período de abril a agosto de 2014 ascendieron irremediablemente a ocho helicópteros: cinco Mi-24 y tres Mi-8. 11 aviadores murieron. Otros tres Mi-24 y dos Mi-8 resultaron gravemente dañados, pero lograron ser evacuados.
A mediados de noviembre de 2017, comenzó en el aeródromo militar cerca de la ciudad de Brody una reunión de todo el ejército para la competencia del mejor enlace de helicópteros entre las brigadas de aviación del ejército de las Fuerzas Terrestres de las Fuerzas Armadas de Ucrania. Durante dos semanas, los aviadores militares participaron en varias competencias, en base a los resultados de los cuales se determinó el mejor enlace de helicópteros.
En mayo de 2018, como parte de la operación de las Fuerzas Unidas, se entrenó por primera vez a artilleros de aviación avanzados para guiar a las tripulaciones de Mi-24 hacia objetivos terrestres.
En mayo de 2019, por primera vez en los años de la independencia, se llevó a cabo un entrenamiento táctico de vuelo en el campo de entrenamiento militar de Rivne como parte de un escuadrón de helicópteros (16 helicópteros), que realizaba tareas por la noche.

## Estructura
- Octavo puesto de mando, Chernihiv
- 11ª Brigada de Aviación del Ejército Separada "Kherson", Aeropuerto Internacional de Kherson (Chornobaivka)[4]
  - 1.er escuadrón (Mi 2, Mi-8 y Mi-24)[4]
  - 2do escuadrón (Mi 2, Mi-8 y Mi-24)[4]
- 12ª Brigada de Aviación del Ejército Separada "Maj Gen Viktor Pavlenko", Base Aérea Novyi Kalyniv[4][5]
  - 1.er escuadrón (Mi 2, Mi-8 y Mi-24)[4]
  - 2do escuadrón (Mi 2, Mi-8 y Mi-24)[4]
- 16ª Brigada de Aviación del Ejército Separada "Brody", Base Aérea de Brody[4]
  - 1.er escuadrón (Mi 2, Mi-8 y Mi-24)[4]
  - 2do escuadrón (Mi 2, Mi-8 y Mi-24)[4]
- 18ª Brigada de Aviación del Ejército Separada "Ihor Sikorsky", Base Aérea de Poltava[4] (formada en 2015)[5]
  - 1.er escuadrón (Mi-2)[4]
  - 2do escuadrón (Mi-8)[4]
  - 3er escuadrón (Mi-24)[6]
- 18º Destacamento Independiente de Helicópteros[6]
- Base 57 de aviación, base aérea de Brody[6]

## Comandantes
Jefe de Aviación del Ejército — Jefe del Departamento de Aviación del Ejército del Comando de las Fuerzas Terrestres de las Fuerzas Armadas de Ucrania:
- General de división Moroz Pavlo Viktorovych (2003 - ¿2004?)[7]
- Mayor general Valentin Mykhailovych Pistryuga (2008? - 2016)[8][9][10]
- Coronel Pastukhov Volodymyr Mykhailovych (2016 - 2017)[11]
- Mayor general Yaremenko Ihor Vitaliyovych (2017)[12]